# White Winds
 White Winds (Seeker's Journey) è il quarto album solista in studio di Andreas Vollenweider, pubblicato il 18 novembre 1984. Sul suo sito web ufficiale, Vollenweider è citato per aver dichiarato riferendosi a questo album: «La realizzazione di 'White Winds' è stato come un periodo di raccolta creativa.»

## Storia
Nei primi anni '80, l'artista svizzero si stava affermando come leader del fiorente genere new age. White Winds è un buon esempio della sua musica che fonde la qualità di essere facilmente compreso, l'unicità e una vera ricerca musicale.
In questo album Andreas Vollenweider suona l'arpa elettrica modificata del compositore in brani musicali molto più sperimentali di quello che sarebbe poi emerso come suono prevalente della new age.

### I brani
Una breve introduzione presenta lo sciabordio dell'acqua contro una barca, ma presto svanisce nelle incursioni spigolose di Hall of the Stairs, che a sua volta si sposta nel più convenzionale etno-jazz di Hall of the Mosaics (Meeting You). L'arpa di Vollenweider è affiancata da percussioni di vario genere e da un banco di sintetizzatori per The Glass Hall (Choose the Crystal), scomponendo il brano musicale per far emergere il suono unico del suo strumento. Anche nei toni rilassanti new age di White Winds sembra avvicinarsi allo strumentalismo jazz contemporaneo, come suggeriscono i fraseggi ripetuti. Infine  in Flight Feet & Root Hands emergono toni leggermente funky.

## Tracce
- Tutte le canzoni sono state scritte e arrangiate da Andreas Vollenweider.

1. "The White Winds/The White Boat (First View)" - 1:49
2. "Hall of the Stairs/Hall of the Mosaics (Meeting You)" - 5:06
3. "The Glass Hall (Choose the Crystal)/The Play of the Five Balls/The Five Planets/Canopy Choir" - 7:38
4. "The Woman and the Stone" - 4:25
5. "The Stone (Close-up)" - 3:01
6. "Phases of the Three Moons" - 2:46
7. "Flight Feet & Root Hands" - 3:39
8. "Brothership" - 3:22
9. "Sisterseed" - 1:33
10. "Trilogy (At the White Magic Gardens)/The White Winds" - 3:24

## Personale
- Andreas Vollenweider: Arpa
- Pedro Haldemann: Campane
- Walter Keiser: Batteria
- Jon Otis: Percussioni
- Matthias Ziegler: Fiati
- Elena Ledda: Voce nel brano "Hall of the Mosaics (Meeting You)"